# Sasmita Loka Ahmad Yani-museum
Het Sasmita Loka Ahmad Yani-museum (Indonesisch: Museum Sasmita Loka Ahmad Yani)  in Jakarta herbergt een collectie van Ahmad Yani en enkele diorama's over de couppoging door de 30 septemberbeweging in 1965. Het museum is gevestigd in jalan Lembang 58, het centrum van Jakarta.